# Reserva de la biosfera Cabo de Hornos

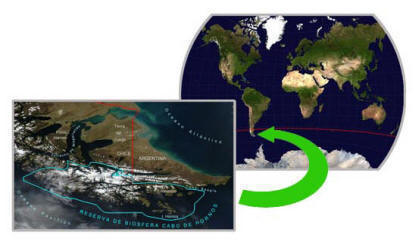
Ubicación de la RBCH en el planeta.

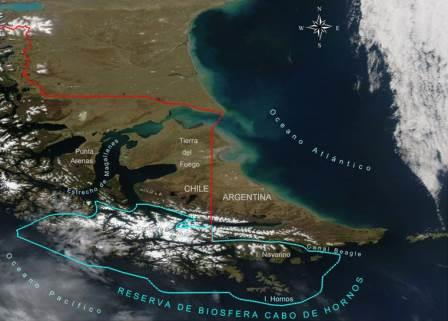
Mapa de la Reserva de la Biosfera Cabo de Hornos (RBCH).

La reserva de la biosfera Cabo de Hornos (RBCH) es un área protegida de Chile, declarada así por el programa el Hombre y la Biosfera (MAB) de la UNESCO, creado en 1970, es un esfuerzo internacional de investigación interdisciplinaria, educación y conservación para armonizar el bienestar de sociedades humanas y ambientes naturales. Una de sus principales iniciativas es la red mundial de reservas de la biosfera, cada uno de los cuales se esfuerza por servir tres funciones: la conservación, el desarrollo sostenible y el apoyo logístico para la investigación, monitoreo, educación y demostración.
El área terrestre y marina al sur de Tierra de Fuego representan un hito biogeográfico para el planeta. Albergan en un área extensa y remota los bosques subantárticos no fragmentados y constituyen uno de los pocos grupos insulares que actualmente permanecen libres de impacto humano.
Desde el año 2005, la reserva de biosfera Cabo de Hornos (RBCH) ha sido miembro de la red Ibero-MaB de la UNESCO, Los investigadores del Comité Científico de la RBCH trabajan con un enfoque multidisciplinario y han ayudado al gobierno chileno en la definición de un plan de zonificación, que está destinado a facilitar tanto el desarrollo y los beneficios para la población local, como la conservación de la diversidad biocultural del archipiélago.
La RBCH es la más austral del planeta, localizándose en el extremo sur del continente americano, es identificada como una de las 24 ecorregiones más prístinas del planeta. Es pionera en Chile al incorporar áreas no protegidas por ley de importancia y con asentamientos humanos, como el grupo insular del cabo de Hornos. Abarca 4.9 millones de hectáreas, de las cuales 3 son acuáticas y 1.9 terrestres. Incluye los parques nacionales Alberto de Agostini y Cabo de Hornos.

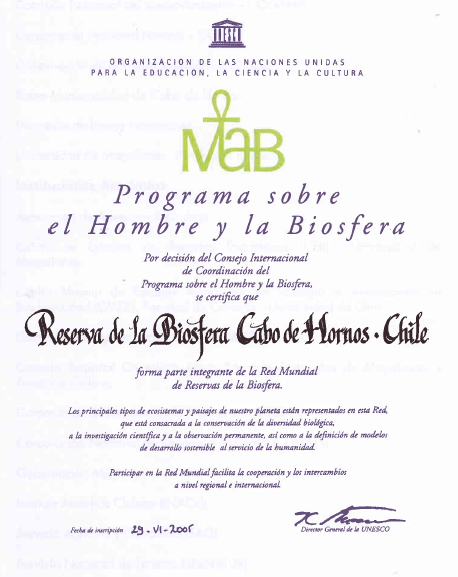
Certificado de Unesco que reconoce al Cabo de Hornos como Reserva de la Biosfera.

La RBCH tiene la distinción de ser: i) la reserva de la biosfera más grande en el Cono Sur, ii) la única reserva de la biosfera marítimo-terrestre en Chile; y iii) la primera reserva de la biosfera en Chile de incluir explícitamente a las poblaciones humanas.

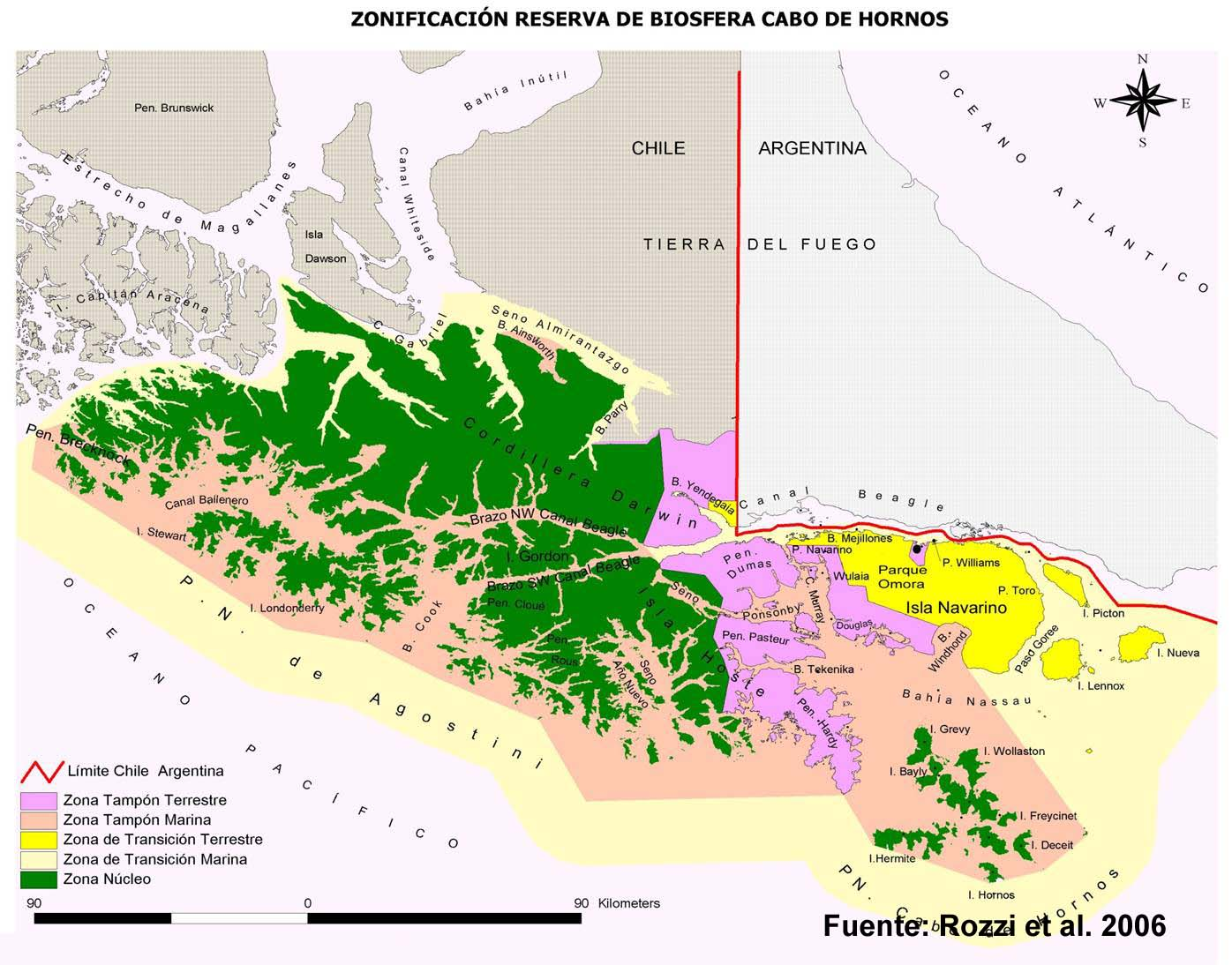
Mapa de zonificación de la RBCH.

La RBCH está compuesta por un sistema de zonificación de tres zonas:
1. Zona núcleo: Corresponde a áreas silvestres protegidas que albergan una riqueza biológica exuberante de interés mundial, por lo cual predominan las actividades de ciencia, preservación y educación.
2. Zona tampón (o de amortiguación): Una o varias zonas limítrofes a las zonas núcleo, establecidas para asegurar la conservación de las zonas núcleo. En general, en esta zona se desarrollan actividades de investigación y experimentación de campo, y otras actividades compatibles con la conservación, tales como ecoturismo, recreación, educación y pesca artesanal.
3. Zona de transición: Una zona donde se localizan los asentamientos humanos y se practican varias actividades y formas de uso sustentable de los recursos naturales.